# Ornithogalum sibthorpii
Ornithogalum sibthorpii ist eine Pflanzenart aus der Familie der Spargelgewächse (Asparagaceae).

## Beschreibung
Ornithogalum sibthorpii ist eine ausdauernde, krautige Zwiebelpflanze, die Wuchshöhen von 5 bis 15 (20) Zentimetern erreicht. Die Zwiebelschuppen sind frei. Der Schaft ist unterirdisch. Die Blätter sind (1) 1,5 bis 4,5 (7) Millimeter breit. Die Traube besteht aus (2) 4 bis 7 (15) Blüten. Die Blütenblätter sind 12,5 bis 26 Millimeter groß. Die Fruchtstiele sind herabgeschlagen. Am Grund haben sie ein verdicktes Gelenk, nach der Blüte ist ihre Spitze schlaff und gefurcht. Der Fruchtknoten ist eiförmig und ungefähr genauso lang wie der Griffel.
Die Blütezeit reicht von Februar bis März.
Die Chromosomenzahl beträgt 2n = 14 oder 28.

## Vorkommen
Ornithogalum sibthorpii wurde aus der Umgebung des Marmara-Meeres in der Nordwesttürkei beschrieben, wo es auf der europäischen und der asiatischen Seite vorkommt. Zu dieser Art werden auch Vorkommen in Griechenland und auf Kreta gestellt. Angaben aus dem früheren Jugoslawien, Bulgarien und  Rumänien sind ungesichert oder betreffen verwandte Arten, solche aus dem nordwestlichen Iran ergeben sich aus der von Speta widerlegten Zusammenlegung mit Ornithogalum sigmoideum.

## Systematik
Die Erstbeschreibung erfolgte 1809 durch James Edward Smith, der sie mit dem illegitimen, schon 1796 vergebenen Namen Ornithogalum nanum benannte. Werner Greuter ersetzte diesen ungültigen Namen 1967 durch Ornithogalum sibthorpii. Diese Art wurde 1984 in der Flora of Turkey in die Synonymie des aus Nordostanatolien beschriebenen Ornithogalum sigmoideum gestellt, unterscheidet sich aber von dieser durch nicht verwachsene Zwiebelblätter und die glatten, nicht gesägten Leisten am Fruchtknoten. Verwandte Arten sind Ornithogalum pluttulum Speta und Ornithogalum saginatum Speta. In der World Checklist of Selected Plant Families wird die Synonymisierung von Ornithogalum sibthorpii beibehalten, in Vascular Plants of Greece: An Annotated Checklist wird Ornithogalum sibthorpii akzeptiert.